# Slowakische Badmintonmeisterschaft 1986
Die Slowakische Badmintonmeisterschaft 1986 war die 20. offizielle Auflage der Titelkämpfe im Badminton in der Slowakei. Sie fand vom 8. bis zum 9. März 1986 in Žilina statt.

## Medaillengewinner
| Disziplin    | Gold                             | Silber                            | Bronze                         |
| ------------ | -------------------------------- | --------------------------------- | ------------------------------ |
| Herreneinzel | Igor Novák                       | Juraj Lenárt                      | Juraj Brestovský               |
| Herreneinzel | Igor Novák                       | Juraj Lenárt                      | Ľubomír Čechovský              |
| Dameneinzel  | Eva Matyusová                    | Katarína Auerová                  | Svetlana Mydlíková             |
| Dameneinzel  | Eva Matyusová                    | Katarína Auerová                  | Iveta Ludrovská                |
| Herrendoppel | Igor Novák Ľubomír Čechovský     | Štefan Vaško Ľubomír Schmidtmayer | Juraj Lenárt Dušan Mošon       |
| Herrendoppel | Igor Novák Ľubomír Čechovský     | Štefan Vaško Ľubomír Schmidtmayer | Michal Kusko Jozef Žuffa       |
| Damendoppel  | Katarína Auerová Dana Horváthová | Zdena Čajková Ľuba Sliacka        | Iveta Ludrovská Jana Bérešová  |
| Damendoppel  | Katarína Auerová Dana Horváthová | Zdena Čajková Ľuba Sliacka        | Jana Kuricová Andrea Stahová   |
| Mixed        | Dušan Mošon Katarína Auerová     | Ľubomír Schmidtmayer Ľuba Sliacka | Juraj Lenárt Eva Matyusová     |
| Mixed        | Dušan Mošon Katarína Auerová     | Ľubomír Schmidtmayer Ľuba Sliacka | Ľubomír Budinský Dana Špirková |